# Sneakers
Sneakers és una pel·lícula estatunidenca de Phil Alden Robinson estrenada el 1992.

## Argument
Dos joves genis de la informàtica, Martin Bishop i el seu amic Cosmo, detinguts en els anys seixanta per haver infiltrat la xarxa del Partit republicà, es trobaran vint anys més tard. Bishop dirigeix una societat especialitzada a la protecció de les dades i sistemes informàtics. És contactat per la Nacional Security Agency (NSA) per a una missió que no pot refusar. Es tracta d'amagar un programari capaç de desxifrar qualsevol programa xifrat. S'haurà d'enfrontar al seu antic amic Cosmo, ara al servei d'una poderosa organització criminal.

## Repartiment
- Robert Redford: Martin Bishop / Martin Brice
- River Phoenix: Carl Arbogast
- Dan Aykroyd: Darren Roskow alias "Maman" (Mother)
- David Strathairn: Irvin Emry alias "Ultra-Sons" (Whistler)
- Sidney Poitier: Donald Crease
- Mary McDonnell: Liz
- Ben Kingsley: Cosmo
- James Earl Jones: Bernard Abbott
- Timothy Busfield: Dick Gordon
- Stephen Tobolowsky: el doctor Werner Brandes
- Donal Logue: el doctor Gunter Janek
- Eddie Jones: Buddy Wallace
- George Hearn: Gregor
- Bodhi Pine Elfman